# Jürgen Zopp
Jürgen Zopp, né le 29 mars 1988 à Tallinn, est un joueur de tennis estonien, professionnel depuis 2008.

## Carrière
En 2011, il devient le premier joueur de tennis estonien à participer à un tournoi du Grand Chelem depuis l'indépendance de son pays. Il se révèle en 2012, en se qualifiant pour l'Open d'Australie, Roland-Garros et Wimbledon. Il passe également à cinq reprises le cap du premier tour d'un tournoi ATP (dont l'US Open) et atteint même les quarts de finale à Båstad. Il obtient ainsi son meilleur classement en simple le 10 septembre : 71e. Absent des courts début 2013 pour blessure, il revient à l'occasion du tournoi de Roland-Garros avec un classement protégé mais perd au premier tour, tout comme à Wimbledon.
Il a remporté trois titres Challenger en simple : à Kazan en 2012, Helsinki en 2014 et Alphen en 2017. Il a participé à deux finales en 2011 à Ningbo et Tachkent et une autre en 2015 également à Ningbo. Sur le circuit ITF, il s'est imposé à 14 reprises.
En 2018, il échoue au troisième tour des qualifications de Roland-Garros mais, alors qu'il est no 136 au classement ATP et que les forfaits se multiplient, il est repêché et intègre le tableau principal, où il est mené à deux reprises mais parvient à battre successivement la tête de série no 14 Jack Sock (64-7, 6-2, 4-6, 7-65, 6-3) puis Ruben Bemelmans (4-6, 4-6, 6-3, 6-4, 6-4) avant de s'incliner au 3e tour contre le 70e mondial Maximilian Marterer, (2-6, 1-6, 4-6). En juillet, il parvient en demi-finale du tournoi de Gstaad, en éliminant notamment Fabio Fognini, tête de série no 1.

## Parcours dans les tournois duGrand Chelem

### En simple
| Année | Open d'Australie | Open d'Australie | Internationaux de France | Internationaux de France | Wimbledon       | Wimbledon      | US Open         | US Open       |
| ----- | ---------------- | ---------------- | ------------------------ | ------------------------ | --------------- | -------------- | --------------- | ------------- |
| 2012  | 1er tour (1/64)  | J. Duckworth     | 1er tour (1/64)          | R. Gasquet               | 1er tour (1/64) | Malek Jaziri   | 2e tour (1/32)  | Tomáš Berdych |
| 2013  | —                | —                | 1er tour (1/64)          | Tommy Robredo            | 1er tour (1/64) | N. Almagro     | 1er tour (1/64) | M. Granollers |
| 2014  | —                | —                | 2e tour (1/32)           | Dušan Lajović            | 1er tour (1/64) | Ernests Gulbis | —               | —             |
| 2015  | —                | —                | —                        | —                        | —               | —              | —               | —             |
| 2016  | —                | —                | —                        | —                        | —               | —              | —               | —             |
| 2017  | —                | —                | —                        | —                        | —               | —              | —               | —             |
| 2018  | —                | —                | 3e tour (1/16)           | Maximilian Marterer      | —               | —              | —               | —             |

N.B. : à droite du résultat se trouve le nom de l'ultime adversaire.

### En double
| Année | Open d'Australie | Open d'Australie | Internationaux de France | Internationaux de France | Wimbledon | Wimbledon | US Open                   | US Open                |
| ----- | ---------------- | ---------------- | ------------------------ | ------------------------ | --------- | --------- | ------------------------- | ---------------------- |
| 2012  | —                | —                | —                        | —                        | —         | —         | 1er tour (1/32) B. Kavčič | C. Fleming R. Hutchins |

N.B. : le nom du ou de la partenaire se trouve sous le résultat ; le nom des ultimes adversaires se trouve à droite.

## Parcours dans lesMasters 1000
| Année | Indian Wells | Miami | Monte-Carlo | Madrid | Rome | Canada              | Cincinnati | Shanghai | Paris |
| ----- | ------------ | ----- | ----------- | ------ | ---- | ------------------- | ---------- | -------- | ----- |
| 2012  | —            | —     | —           | —      | —    | 1er tour F. Cipolla | —          | —        | —     |

N.B. : sous le résultat se trouve le nom de l’ultime adversaire.

## Classement ATP en fin de saison
| Année          | 2006 | 2007 | 2008 | 2009 | 2010 | 2011 | 2012 | 2013 | 2014 | 2015 | 2016 | 2017 | 2018 |
| Rang en simple | 1540 | 1277 | 662  | 441  | 224  | 146  | 86   | 329  | 187  | 163  | 331  | 163  | 149  |

Source : (en) Classements de Jürgen Zopp sur le site officiel de la Fédération internationale de tennis